# Багатонаціональна спільна комісія
Багатонаціональна об'єднана комісія (БОК) складається зі США, Великої Британії, Канади, Швеції, Польщі, Литви та Данії та має на меті реформувати військову та поліційну діяльність України.

## Історія
БОК була заснована Стівеном Гарпером, коли в червні 2015 року він запропонував українській державі 5 мільйонів доларів для перекваліфікації Національної гвардії України. Гарпер надав БОК співпрацю з КККП з метою створення Національної поліції України, яка була створена 7 листопада 2015 року та має намір прийняти на роботу 130 000 українців. БОК збільшив свої зусилля в рамках операції Unifier.